# Disocactus hondurensis
Disocactus hondurensis, es una especie de planta suculenta perteneciente al género Disocactus, dentro de la familia Cactaceae. Es endémica de Honduras (concretamente del departamento de Comayagua).

## Descripción
Disocactus hondurensis es una especie de cactus que puede crecer tanto de forma epífita (sobre árboles) como litofíta (sobre superficies rocosas). Es arbustivo, colgante y se ramifica desde la base.
Los tallos principales pueden alcanzar hasta 50 cm de largo y de 5 a 6 cm de ancho. Son gruesos, carnosos y tienen los márgenes crenados (ondulados).
Las flores son grandes y de color rosa púrpura. Miden hasta 8,8 cm de ancho y tienen escamas florales de menos de 4 mm. Los estambres y el estigma también son de color púrpura.

## Distribución y hábitat
El área de distribución nativa de esta especie es Honduras (concretamente en el departamento de Comayagua). Habita principalmente en el bioma tropical estacionalmente seco, entre los 1400 y 1500 metros sobre el nivel del mar.
La planta puede crecer sobre árboles como epífita o sobre superficies rocosas como litófita. Se suele encontrar en los bosques tropicales premontanos de la vertiente caribeña del norte y centro de Honduras. Sus raíces se incrustan en las rocas o en la corteza de los árboles huéspedes para anclarse y fijarse, por lo que su único acceso a la humedad y los nutrientes proviene de la lluvia y los excrementos que caen desde arriba.

## Taxonomía
La primera descripción de esta especie fue como Disocactus nelsonii var. hondurensis, publicada en 1965 por el botánico estadounidense Myron William Kimnach en la revista científica Cactus and Succulent Journal 37: 33.
Más tarde, el botánico francés Joël Lodé la elevó a la categoría de especie, por lo que pasó a llamarse Disocactus hondurensis. Registró estos cambios en Cactus-adventures international (Almería) 32 (1): 53 (2020 publ. 2022).
Etimología
- Disocactus: nombre genérico formado a partir de las palabras griegas dis (que significa 'dos veces'), isos (que significa 'igual) y kaktos (que significa 'cardo' o 'planta espinosa'), en alusión a los tallos aplanados con forma de hoja (con dos lados idénticos) que presentan las especies de este género.[6]
- hondurensis: epíteto geográfico que hace referencia a Honduras, país donde fue hallada la planta. El sufijo latino -ensis es común en la nomenclatura científica para indicar origen o pertenencia.[7]

## Usos
Se cultiva raramente como planta ornamental y su propagación se realiza a través de esquejes.